# باري غوتيرز
باري غوتيرز هو سياسي فلبيني، ولد في 2 فبراير 1974 في مدينة كيزون في الفلبين. نشط حزبياً في Akbayan ‏. وقد انتخب عضو مجلس النواب في الفلبين ‏.